# Schläfergrundeln
Die Schläfergrundeln (Eleotridae) sind eine Gruppe kleiner bis mittelgroßer Süß-, See- und Brackwasserfische. Sie sind eine Familie der Barschverwandten (Percomorphaceae). Sie leben weltweit im Süßwasser und in Mangroven.

## Merkmale
Wie alle Grundelartigen haben Schläfergrundeln einen länglichen, zylinderförmigen, im Querschnitt runden Körper. Das Maul ist oberständig oder endständig. Sie besitzen, anders als die Grundeln (Gobiidae), getrennte Bauchflossen, die Flossenbasis liegt aber nah beieinander oder ist sogar zusammengewachsen. Sie haben immer zwei getrennte Rückenflossen. Die erste hat zwei bis acht Hartstrahlen. Schläfergrundeln haben 25 bis 28 Wirbel. Die meisten Arten werden zwischen fünf und 15 Zentimeter lang. Mit einer Maximallänge von 60 Zentimetern ist Gobiomorus dormitor der größte Vertreter.

## Verbreitung
Schläfergrundeln leben in Süßgewässern und im Brackwasser tropischer und subtropischer Meeresküsten, selten auch im Meer. Die meisten sind reine Süßwasserfische und kommen in Australien, Neuseeland und Neuguinea vor.

## Lebensweise
Die Fische leben am Gewässergrund, oft zwischen Pflanzen. Viele Arten sind revierbildend und Einzelgänger, seltener leben sie in kleinen Gruppen. Schläfergrundeln sind oft nacht- oder dämmerungsaktiv. Die meisten Arten ernähren sich von allerlei Kleintieren, wie Insektenlarven, Würmern, Krebstieren und Fischlarven. Einige Arten fressen auch Algen. Sie sind Substratlaicher, die ihre Eier in Höhlen, auf Steinen oder auf Wasserpflanzen ablegen. Beide Elternteile oder die Männchen bewachen die Brut bis zum Schlupf der Jungfische.

## Systematik
Es gibt 20 Gattungen und über 130 Arten.
- Gattung Allomogurnda[3]

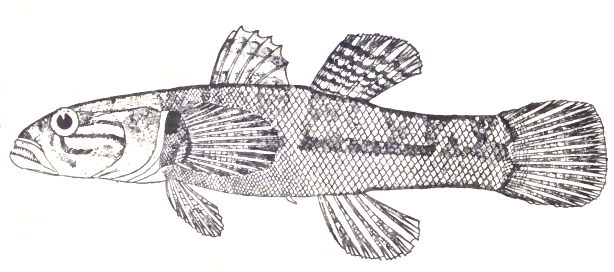
Belobranchus belobranchus

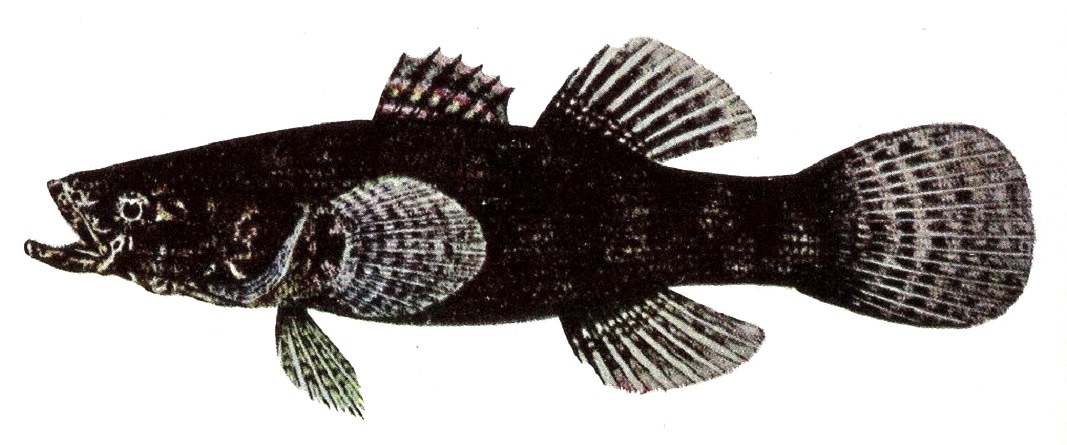
Bunaka gyrinoides

  - Allomogurnda flavimarginata Allen, 2003
  - Allomogurnda hoesei Allen, 2003
  - Allomogurnda insularis Allen, 2003
  - Allomogurnda landfordi Allen, 2003
  - Allomogurnda montana Allen, 2003
  - Allomogurnda nesolepis (Weber, 1907)
  - Allomogurnda papua Allen, 2003
  - Allomogurnda sampricei Allen, 2003
- Gattung Belobranchus
  - Belobranchus belobranchus (Valenciennes, 1837)
  - Belobranchus segura Keith, Hadiaty & Lord, 2012
- Gattung Bunaka
  - Bunaka gyrinoides (Bleeker, 1853)
  - Bunaka pinguis Herre, 1927
- Gattung Caecieleotris Walsh & Chakrabarty, 2016
  - Caecieleotris morrisi Walsh & Chakrabarty, 2016
- Gattung CalumiaCalumia godeffroyi

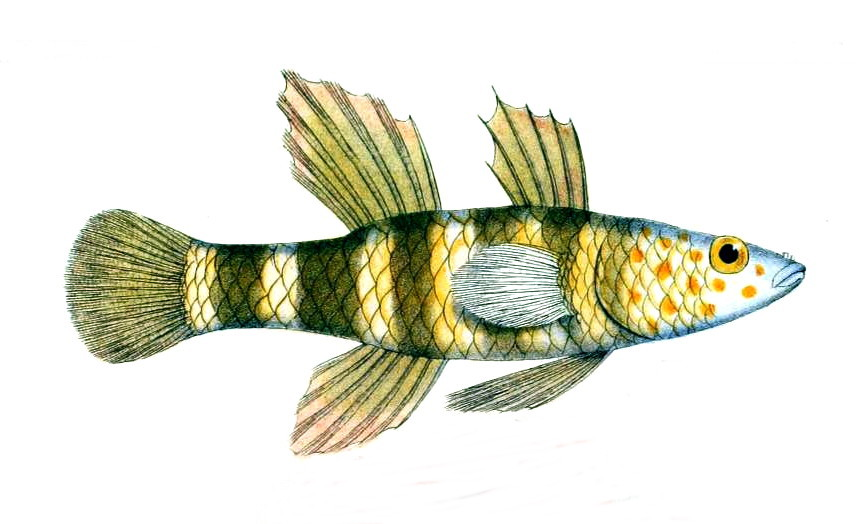
Calumia godeffroyi

  - Calumia godeffroyi (Günther, 1877)
  - Calumia profunda Larson & Hoese, 1980
- Gattung Dormitator
  - Dormitator cubanus Ginsburg, 1953
  - Dormitator latifrons (Richardson, 1844)
  - Dormitator lebretonis (Steindachner, 1870)
  - Dormitator lophocephalus Hoedeman, 1951
  - Dormitator maculatus (Bloch, 1792)
  - Dormitator pleurops (Boulenger, 1909)
- Gattung EleotrisEleotris fusca

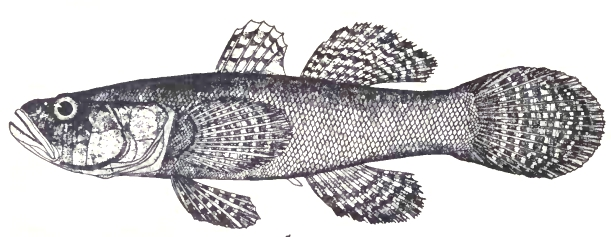
Eleotris fusca

  - Eleotris acanthopoma Bleeker, 1853
  - Eleotris amblyopsis (Cope, 1871)
  - Eleotris andamensis Herre, 1939
  - Eleotris annobonensis Blanc, Cadenat & Stauch, 1968
  - Eleotris aquadulcis Allen & Coates, 1990
  - Eleotris balia Jordan & Seale, 1905
  - Eleotris bosetoi Mennesson, Keith, Ebner & Gerbeaux, 2016
  - Eleotris brachyurus Bleeker, 1849
  - Eleotris daganensis Steindachner, 1870
  - Eleotris fasciatus Chen, 1964
  - Eleotris feai Thys van den Audenaerde & Tortonese, 1974
  - Eleotris fusca (Forster, 1801)
  - Eleotris lutea Day, 1876
  - Eleotris macrocephala (Bleeker, 1857)
  - Eleotris macrolepis (Bleeker, 1875)
  - Eleotris margaritacea Valenciennes, 1837
  - Eleotris mauritianus Bennett, 1832
  - Schwarzbauchgrundel (Eleotris melanosoma Bleeker, 1852)
  - Eleotris melanura Bleeker, 1849Eleotris oxycephala

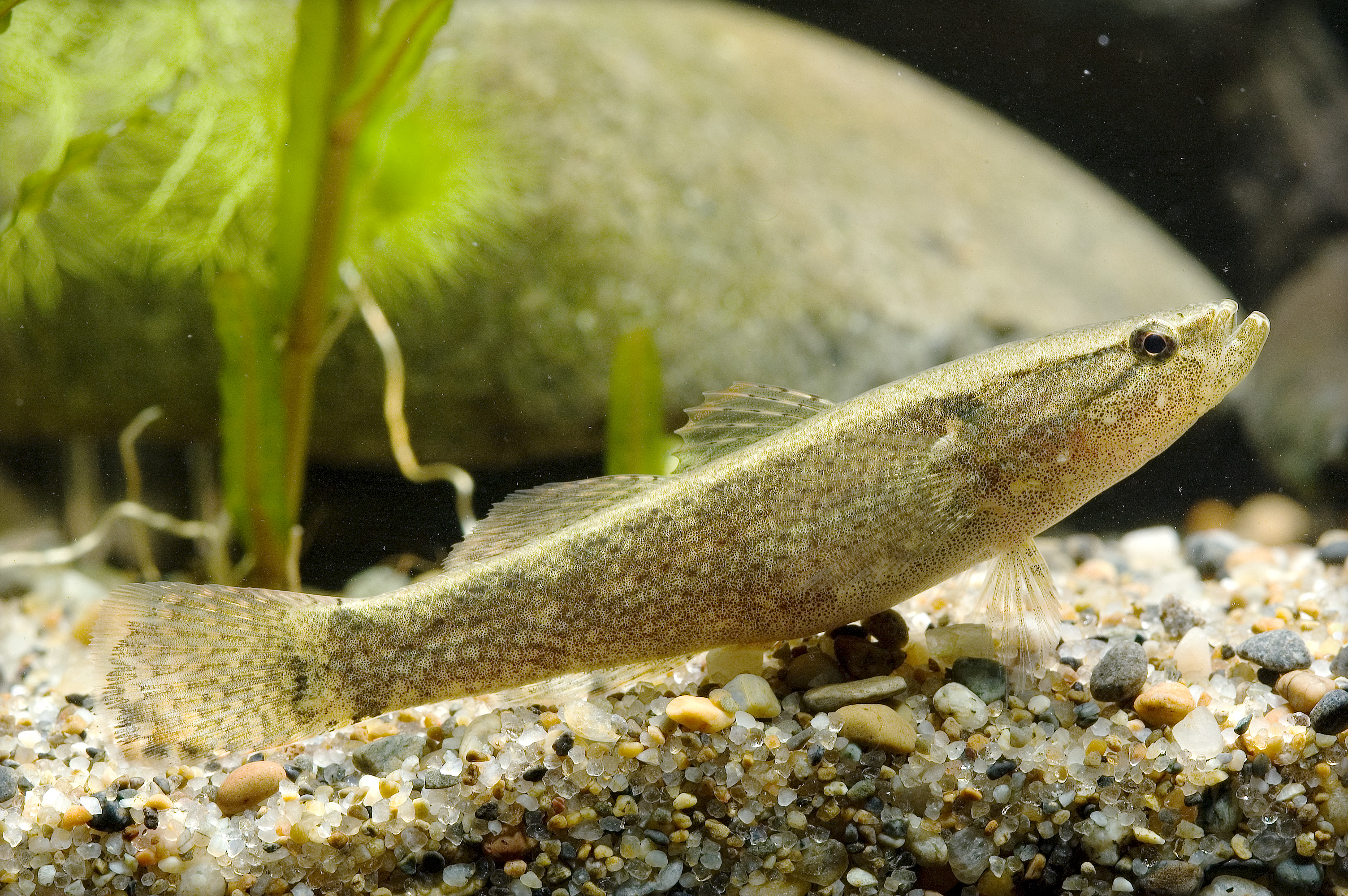
Eleotris oxycephala

  - Eleotris oxycephala Temminck & Schlegel, 1845
  - Eleotris pellegrini Maugé, 1984
  - Eleotris perniger (Cope, 1871)
  - Eleotris picta 	Kner, 1863
  - Eleotris pisonis (Gmelin, 1789)
  - Eleotris pseudacanthopomus Bleeker, 1853
  - Eleotris sandwicensis Vaillant & Sauvage, 1875
  - Eleotris senegalensis Steindachner, 1870
  - Eleotris soaresi Playfair, 1867
  - Eleotris tecta Bussing, 1996
  - Eleotris tubularis Heller & Snodgrass, 1903
  - Eleotris vittata Duméril, 1861
  - Eleotris vomerodentata Maugé, 1984
- Gattung Erotelis
  - Erotelis armiger  Jordan & Richardson, 1895
  - Erotelis shropshirei Hildebrand, 1938
  - Erotelis smaragdus Valenciennes, 1837

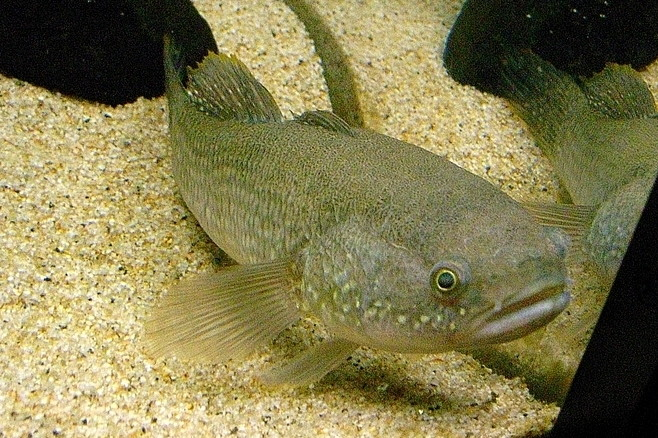
Manilaschläfergrundel (Giuris margaritacea)

- Gattung GiurisManilaschläfergrundel (Giuris margaritacea)
  - Manilaschläfergrundel (Giuris margaritacea (Valenciennes, 1837))
- Gattung GobiomorphusGobiomorphus cotidianus

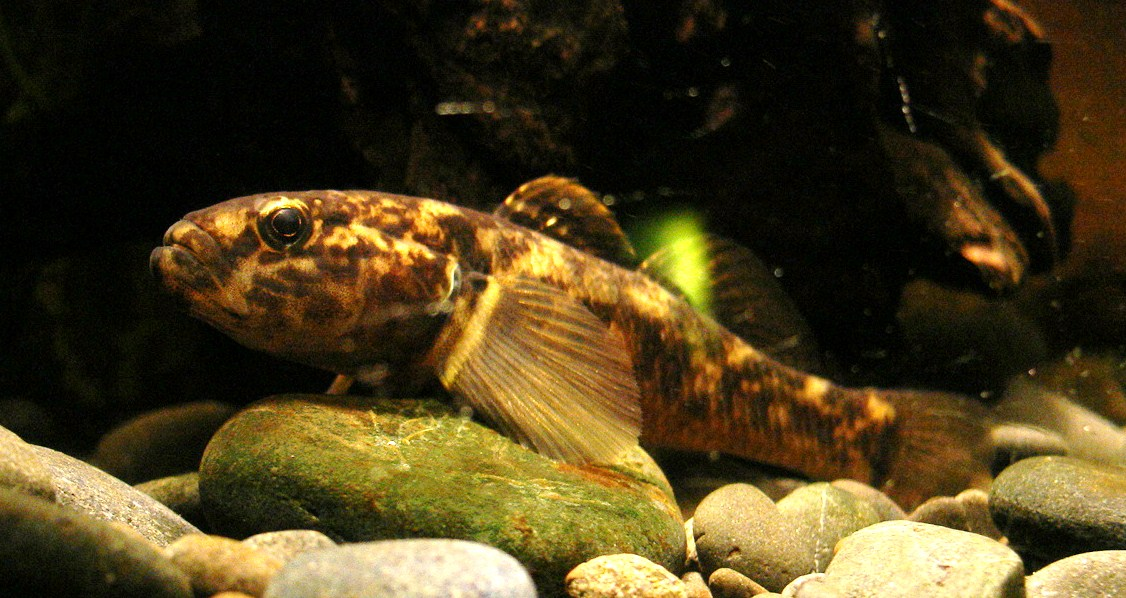
Gobiomorphus cotidianus

  - Gobiomorphus alpinus Stokell, 1962
  - Gobiomorphus australis (Krefft, 1864)
  - Gobiomorphus basalis (Gray, 1842)
  - Gobiomorphus breviceps (Stokell, 1939)
  - Gobiomorphus cotidianus McDowall, 1975
  - Gobiomorphus coxii (Krefft, 1864)
  - Gobiomorphus gobioides (Valenciennes, 1837)
  - Gobiomorphus hubbsi (Stokell, 1959)
  - Gobiomorphus huttoni (Ogilby, 1894)
- Gattung Gobiomorus
  - Gobiomorus dormitor Lacepède, 1800
  - Gobiomorus lateralis (Gill, 1860)
  - Gobiomorus maculatus (Günther, 1859)
  - Gobiomorus polylepis Ginsburg, 1953
- Gattung Guavina
  - Guavina guavina (Valenciennes, 1837)
  - Guavina micropus Ginsburg, 1953
- Gattung Hemieleotris
  - Hemieleotris latifasciata (Meek & Hildebrand, 1912)
  - Hemieleotris levis Eigenmann, 1918
- Gattung HypseleotrisHypseleotris cyprinoides

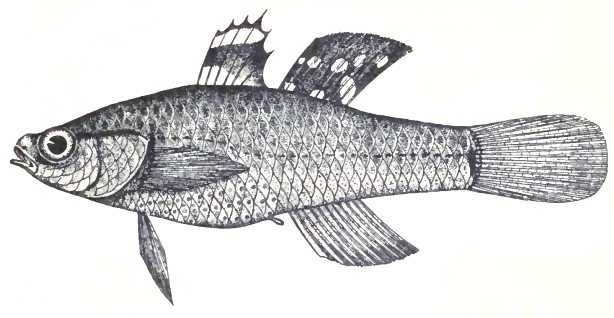
Hypseleotris cyprinoides

  - Hypseleotris aurea (Shipway, 1950)
  - Hypseleotris compressa (Krefft, 1864)
  - Hypseleotris compressocephalus (Chen, 1985)
  - Kärpflingsgrundel (Hypseleotris cyprinoides (Valenciennes, 1837))
  - Hypseleotris ejuncida Hoese & Allen, 1982
  - Hypseleotris everetti (Boulenger, 1895)
  - Hypseleotris galii (Ogilby, 1898)Hypseleotris pangel

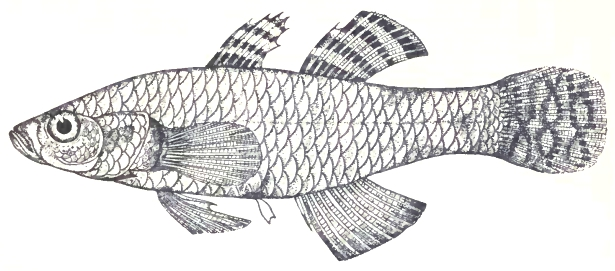
Hypseleotris pangel

  - Hypseleotris guentheri (Bleeker, 1875)
  - Hypseleotris kimberleyensis Hoese & Allen, 1982
  - Hypseleotris klunzingeri (Ogilby, 1898)
  - Hypseleotris leuciscus (Bleeker, 1853)
  - Hypseleotris pangel Herre, 1927
  - Hypseleotris regalis Hoese & Allen, 1982
  - Hypseleotris tohizonae (Steindachner, 1880)
- Gattung Kimberleyeleotris
  - Kimberleyeleotris hutchinsi Hoese & Allen, 1987
  - Kimberleyeleotris notata Hoese & Allen, 1987
- Gattung Leptophilypnion Roberts, 2013
  - Leptophilypnion fittkaui Roberts, 2013
  - Leptophilypnion pusillus Roberts, 2013
- Gattung Leptophilypnus
  - Leptophilypnus fluviatilis Meek & Hildebrand, 1916
  - Leptophilypnus guatemalensis Thacker & Pezold, 2006[4]
  - Leptophilypnus mindii (Meek & Hildebrand, 1916)
- Gattung Microphilypnus
  - Microphilypnus amazonicus Myers, 1927
  - Microphilypnus macrostoma Myers, 1927
  - Microphilypnus tapajosensis Caires, 2013
  - Microphilypnus ternetzi Myers, 1927
- Gattung Mogurnda
  - Violettgepunktete Schläfergrundel (Mogurnda adspersa (Castelnau, 1878))Mogurnda mogurnda

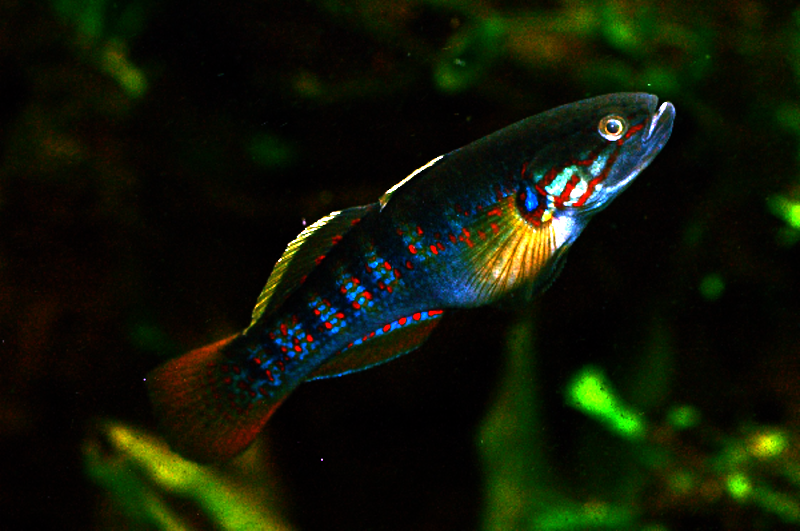
Mogurnda mogurnda

  - Mogurnda aiwasoensis Allen & Renyaan, 1996
  - Mogurnda aurifodinae Whitley, 1938
  - Mogurnda cingulata Allen & Hoese, 1991
  - Mogurnda clivicola Allen & Jenkins, 1999
  - Mogurnda furva Allen & Hoese, 1986
  - Mogurnda kaifayama Allen & Jenkins, 1999
  - Mogurnda kutubuensis Allen & Hoese, 1986
  - Mogurnda larapintae (Zietz, 1896)
  - Mogurnda lineata Allen & Hoese, 1991
  - Mogurnda maccuneae Jenkins, Buston & Allen, 2000
  - Mogurnda magna Allen & Renyaan, 1996
  - Mogurnda malsmithi Allen & Jebb, 1993
  - Mogurnda mbuta Allen & Jenkins, 1999
  - Mogurnda mogurnda (Richardson, 1844)
  - Mogurnda mosa Jenkins, Buston & Allen, 2000
  - Mogurnda oligolepis Allen & Jenkins, 1999
  - Mogurnda orientalis Allen & Hoese, 1991
  - Mogurnda pardalis Allen & Renyaan, 1996
  - Mogurnda pulchra Horsthemke & Staeck, 1990
  - Mogurnda spilota Allen & Hoese, 1986
  - Mogurnda thermophila Allen & Jenkins, 1999
  - Mogurnda variegata Nichols, 1951
  - Mogurnda vitta Allen & Hoese, 1986
  - Mogurnda wapoga Allen, Jenkins & Renyaan, 1999
- Gattung PhilypnodonRatsirakia legendrei

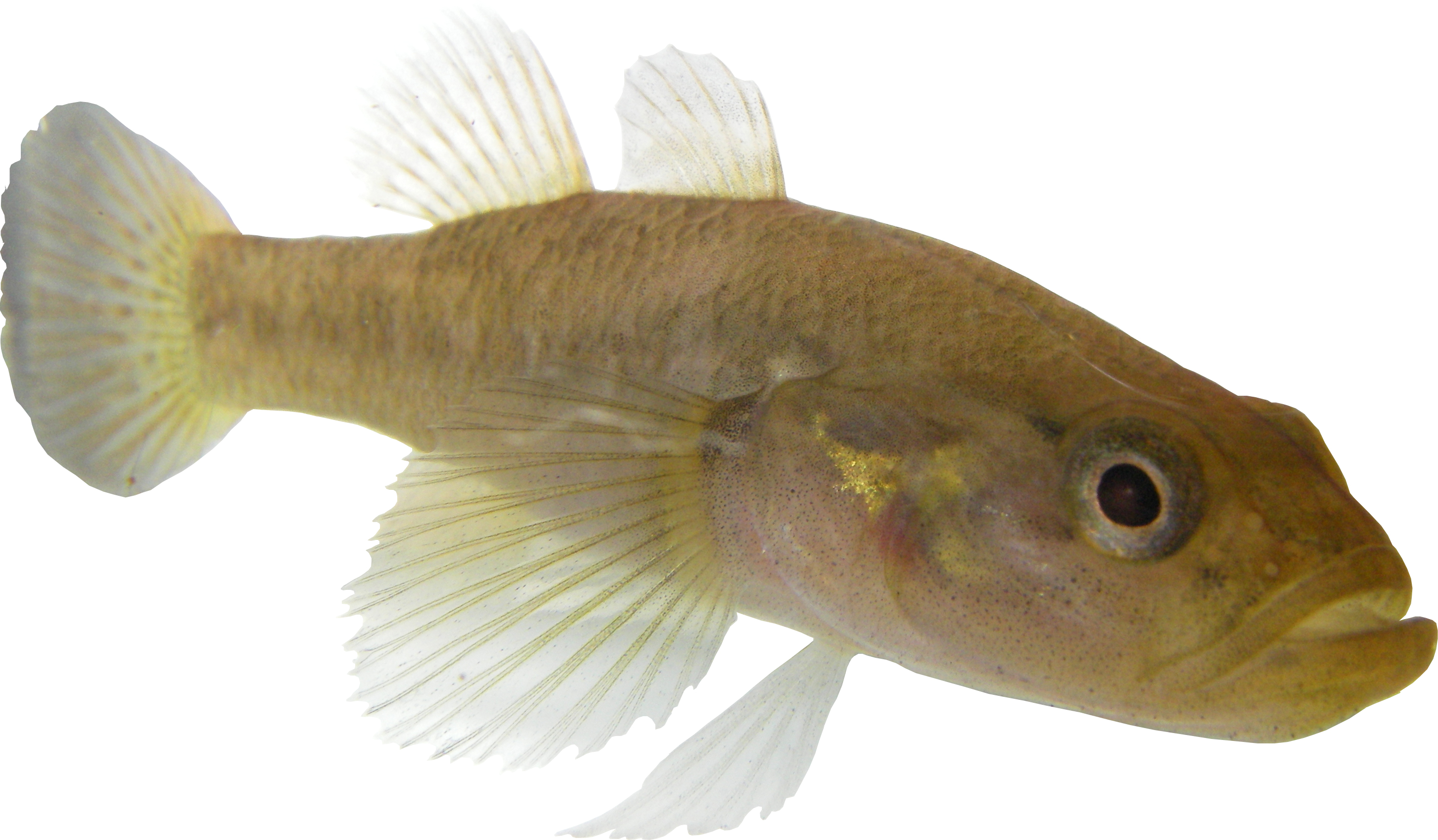
Ratsirakia legendrei

  - Philypnodon grandiceps (Krefft, 1864)
  - Philypnodon macrostomus Hoese & Reader, 2006
- Gattung Philypnus
  - Philypnus macrolepis Wu & Ni, 1986
- Gattung Ratsirakia
  - Ratsirakia legendrei (Pellegrin, 1919)
- Gattung Tateurndina
  - Pastellgrundel (Tateurndina ocellicauda Nichols, 1955)